# Spike Jones
Spike Jones, nome artístico de Lindley Armstrong Jones (Long Beach, Califórnia, 14 de dezembro de 1911 - Beverly Hills, Los Angeles, Califórnia, 1 de maio de 1965) foi um músico e comediante norte-americano, autor de, entre muitas canções, "All I want for Christmas is my two front teeth".

## Discografia
- Spike Jones Plays the Charleston (1950)
- Bottoms Up, Polka (1952)
- Spike Jones Murders Carmen and Kids the Classics (1953)
- Dinner Music For People Who Aren't Very Hungry (1956)
- Spike Jones Presents a Xmas Spectacular (1956) (reeditado como It's a Spike Jones Christmas and Let's Sing a Song of Christmas)
- Hi Fi Polka Party (1957)
- Spike Jones in Stereo (1959) (reeditado como Spike Jones in Hi Fi)
- Omnibust (1960)
- 60 Years of "Music America Hates Best" (1960)
- Thank You Music Lovers! (1960) (reeditado como The Best of Spike Jones em 1967 e 1975)
- Rides, Rapes and Rescues (1960)
- Washington Square (1963)
- Spike Jones New Band (1964)
- My Man (1964)
- The New Band of Spike Jones Plays Hank Williams Hits (1965)
- Spike Jones Is Murdering the Classics (1971)
- The Best of Spike Jones Volume 2 (1977)
- Spike Jones and His Other Orchestra, 1946 (Hindsight Records HUK185 1982)
- Never Trust a city Slicker: Standard Transcription Discs 1942–1944 (Harlequin HQ2042 1986)